# Solfato di cesio
Il solfato di cesio è il sale di cesio dell'acido solforico, di formula Cs2SO4. A temperatura ambiente si presenta come un solido bianco inodore.

## Estrazione e rappresentazione
Il solfato di cesio può essere ottenuto facendo reagire carbonato di cesio o cloruro di cesio con acido solforico o bisolfato di cesio.
Si verifica anche quando la pollucite viene trattata con acido solforico.

## Caratteristiche
Il solfato di cesio è un solido bianco solubile in acqua. Ha una struttura cristallina ortorombica. A 667 °C il composto si trasforma in una forma ad alta temperatura, che ha una struttura cristallina trigonale.

## Uso
Il solfato di cesio è usato per creare gradienti di densità nella separazione a ultracentrifuga.